# Im Sang-soo
Dans ce nom coréen, le nom de famille, Im, précède le nom personnel.
Im Sang-soo ou Lim Sang-soo (en coréen 임상수) est un scénariste, producteur et réalisateur sud-coréen, né le 27 avril 1962 à Séoul.
En 2016, il est président du jury international de la 22e édition du festival international des cinémas d'Asie de Vesoul.

## Biographie
Im Sang-soo, fils d'un critique de cinéma, est né en 1962 à Séoul. Il étudie la sociologie à l'Université Yonsei puis à la Korean Film Academy à partir de 1989. Il est assistant de Park Jong-won sur le tournage de Guro Arirang en 1989, puis de Kim Young-bin pour Kim's War en 1992. Il écrit également le scénario de The Eternal Empire de Park Jong-won. Avec A Noteworthy Film en 1995, il gagne le prix de la création à la compétition pour la promotion du cinéma coréen[réf. nécessaire].
Il réalise en 1998 son premier film Girls' Night Out (처녀들의 저녁식사) où il ausculte la société coréenne à travers la vie sexuelle de trois femmes célibataires. Il poursuit dans cette voie avec Tears (눈물) qui relate la vie d'une jeunesse coréenne marginale et désillusionnée qu'Im Sang-soo a lui-même côtoyé.
Il devient un des fers de lance de la nouvelle vague coréenne avec son troisième film Une femme coréenne (바람난 가족) sélectionné par la Mostra de Venise en 2003 et qui reçoit le Lotus D'or au Festival du film asiatique de Deauville en 2004. Il accède ainsi à la reconnaissance internationale. Son film suivant The President's Last Bang (그때 그사람들) est sélectionné par la quinzaine des réalisateurs de Cannes 2005. Ce film aborde audacieusement l'assassinat du président Park Chung-hee en 1979. Il provoque un scandale en Corée qui aboutit à la suppression par le Comité de Censure de Séoul de quatre minutes du film composées d'images d'archives sur le président.
En 2006, il réalise Le Vieux Jardin (오래된 정원), adapté du roman du même nom de Hwang Sok-yong. Ce film a pour toile de fond le soulèvement de Kwangju de 1980, consécutif à l'état de siège décrété après l'assassinat du président Park Chung-hee.
En 2010, il réalise The Housemaid (하녀), le remake du classique du cinéma sud-coréen La Servante réalisé par Kim Ki-young en 1960.
En 2012, il réalise L'Ivresse de l'argent qui est présenté en sélection officielle au Festival de Cannes 2012.
En février 2016, il préside le jury du Festival international des cinémas d'Asie de Vesoul.
En 2020, il réalise Heaven: To the Land of Happiness. Le film reçoit un label au Festival de Cannes 2020, annulé à cause de la pandémie de Covid-19.
En 2021, il est annoncé qu'il réalisera son tout premier long-métrage à Hollywood qui est un thriller dramatique intitulé Soho Sins. Hugh Jackman et Brad Pitt sont en pourparlers pour incarner les rôles principaux.

## Filmographie
- 1998 : Girls' Night Out (처녀들의 저녁식사)
- 2000 : Tears (눈물)
- 2003 : Une femme coréenne (바람난 가족)
- 2005 : The President's Last Bang (그때 그사람들)
- 2007 : Le Vieux Jardin (오래된 정원)
- 2010 : The Housemaid (하녀)
- 2012 : L'Ivresse de l'argent (돈의 맛)
- 2014 : Rio, I Love You (Rio, Eu Te Amo), film à sketches brésilien (segment « O Vampiro do Rio »)
- 2015 : Intimate Enemies (나의 절친 악당들)
- 2020 : Heaven: To the Land of Happiness (헤븐: 행복의 나라로)

Prochainement
- 2021 : Soho Sins

## Récompenses
- 2016 : Cyclo d'or d'honneur au Festival international des cinémas d'Asie de Vesoul.